# Woman (sång)
Woman är en singelskiva av John Lennon. Det var den andra singeln som gavs ut från albumet Double Fantasy. Det var den första Lennonsingeln som gavs ut efter hans död.
Låtens intro är mycket likt introt till låten Hyacinth House med The Doors från 1971.